# Heather Mazur
Heather Mazur (Pittsburgh, Pennsylvania; 17 de junio de 1976) es una actriz estadounidense de cine y televisión. 
En cine participó en La noche de los muertos vivientes (1990), interpretando a Sarah Cooper, junto a Tony Todd y Patricia Tallman, este sería su trabajo más notable. Después, no ha aparecido en pantalla por más de diez años hasta que en 2003 tuvo una participación especial en la serie de televisión, Hack, lo que le permitió trabajar como invitada en numerosas series de televisión y películas.

## Filmografía

### Películas
- 1990 : La noche de los muertos vivientes : Sarah Cooper
- 2008 : Over Her Dead Body : Sue
- 2010 : The Funeral Planner : Maddy Banks
- 2013 : A Leading Man : Rachel Cohen
- 2014 : Dwell Time : Betsy
- 2015 : Dispatch : Cortez
- 2016 : Drive Me to Vegas and Mars : Momma
- 2017 : Darkness Rising : Kate

### Cortometrajes
- 2014 : Dwell Time : Betsy
- 2013 : Topaz : Kat Reynolds
- 2016 : Bambina : Peggy

### Televisión
- 2006 : Numb3rs : Janet Eckworth
- 2006 : Related : Sue
- 2006 : Joey : Une femme
- 2007 : Big Shots : Nadia
- 2007 : Journeyman : Bonnie
- 2008 : CSI: Nueva York : Natalie Greer
- 2009 : Anatomy of Hope : Harriet
- 2009 : Médium : Clare Burnes
- 2009 : Crash : Amy Battaglia
- 2009 : Three Rivers : Tracy Warren
- 2010 : Law & Order: LA : Dra. Phoebe Coburn
- 2010 : CSI: Miami : Rose Garrigan
- 2011 : Mentes criminales : Kate Phinney
- 2011 : The Mentalist : Colette Santori
- 2011 : Pretty Little Liars : Isabel Randall
- 2011 : Awkward : Darlene Saxton
- 2012 : Bones : Marcy Drew
- 2014 : Switched at Birth : Lydia Kaiser
- 2014 : Modern Family : Anne Gibbs
- 2015 : Glee
- 2015 : House of Lies : Kathy Nichols
- 2015 : Castle : Gwen Kelly
- 2015 : NCIS : Laura Strike-DePalma
- 2015 : Wicked City : Penelope Evans
- 2017 : I'm Not Here : La abogada de la madre
- 2019 : Grey's Anatomy : Erin Mason (invitada)
- 2019 : Tacoma FD : Personaje recurrente
- 2019 : Dear White PeopleTacoma : Caroline Tuttle (invitada)
- 2019-¿? : Good Trouble : Angela